# Treno periodico
Viene definito treno periodico (classificazione presente nell'orario ferroviario) un treno di qualsivoglia categoria che circola solo in determinati giorni o periodi dell'anno.
I treni periodici, a differenza dei treni ordinari che circolano tutti i giorni, riportano indicata in orario un'apposita nota che riporta la data, o le giornate di effettuazione; nel caso di treno periodico stagionale viene indicata la data di inizio e quella di fine attività.
I treni in servizio periodico più comuni sono effettuati:
- nei giorni feriali,
- nei giorni di domenica o festivi
- nel periodo estivo (o invernale)
- nel periodo scolastico
- nel periodo balneare, in occasione di fiere importanti o per rafforzare i collegamenti con le località turistiche.

I treni periodici se effettuati al di fuori dal loro periodo di attività vengono considerati a tutti gli effetti treni straordinari . 
I treni periodici sono soggetti ad una specifica normativa di gestione che impone che, nelle linee a binario semplice in cui gli impianti sono controllati dal personale, in caso di incrocio tra un treno periodico  ed un altro treno ordinario, quest'ultimo sia avvertito ogni giorno della necessità di effettuare l'operazione di incrocio e attenda nella stazione d'incrocio la conferma dell'avvenuta esecuzione.
In Italia, alla relazione ferroviaria dei treni periodici con servizio particolare, è attribuito il numero di servizio seguente:
- Treni periodici internazionali  numerazione da 1000 a 1299
- Treni periodici ed autocuccette in servizio interno numerati da 1500 a 1699

Un  treno periodico famoso era la Freccia Aurelia che effettuava il collegamento estivo tra Milano e San Remo, servita negli anni cinquanta da un veicolo panoramico ottenuto modificando la ALn 772.3240.
Altri esempi di treno periodico sono il Treno dell'arcobaleno per il collegamento estivo tra Bergamo e Ventimiglia, e la Freccia Orobica, che nel periodo estivo collega Bergamo e Pesaro.